# شبگرد گوش‌دار مالزیایی
 شبگرد گوش‌دار مالزیایی (نام علمی: Lyncornis temminckii) نام یک گونه از تیره شبگردان است.